# Chlorogalum pomeridianum
Chlorogalum pomeridianum là một loài thực vật có hoa trong họ Măng tây. Loài này được (DC.) Kunth mô tả khoa học đầu tiên năm 1843.

## Hình ảnh

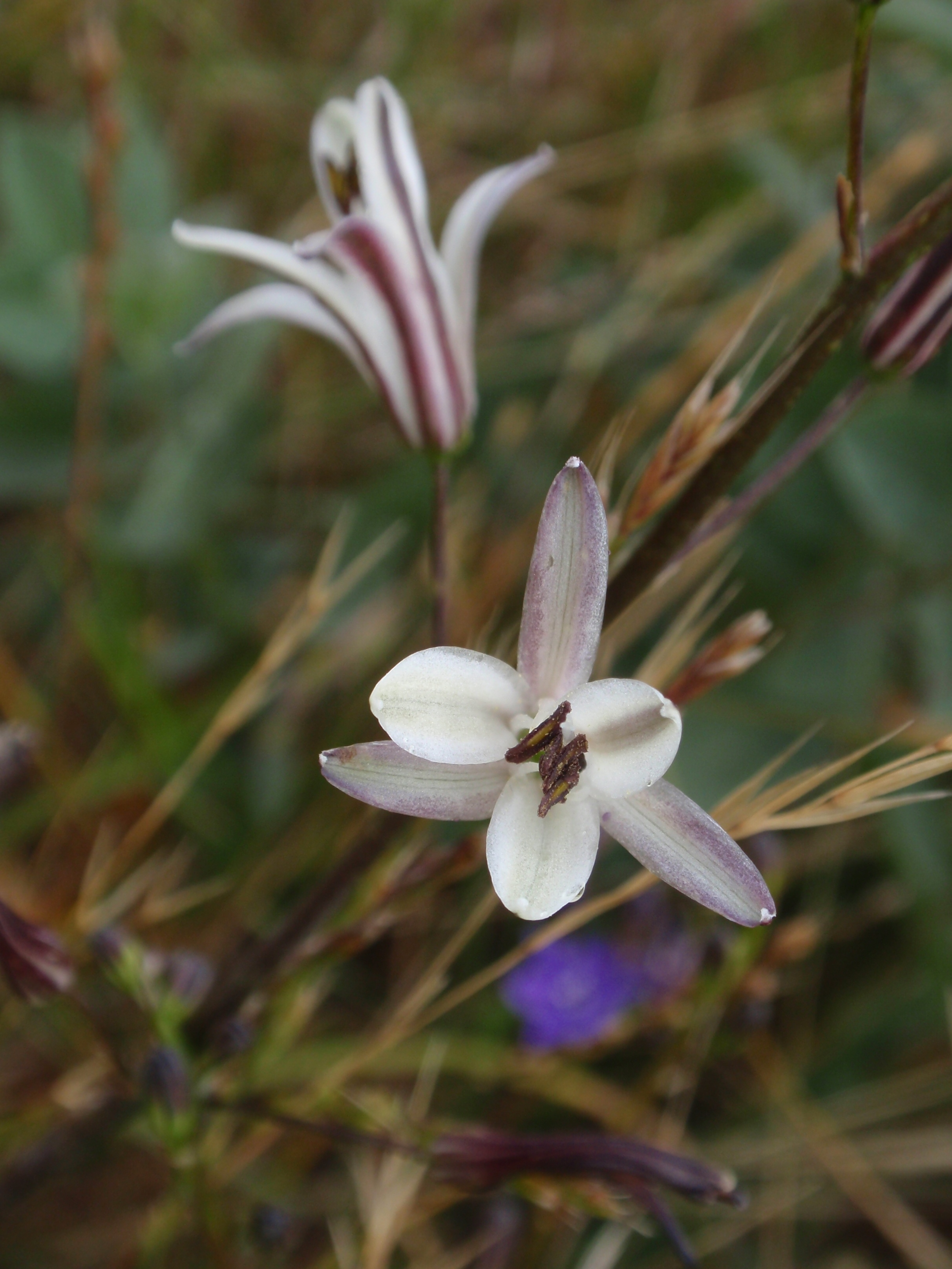
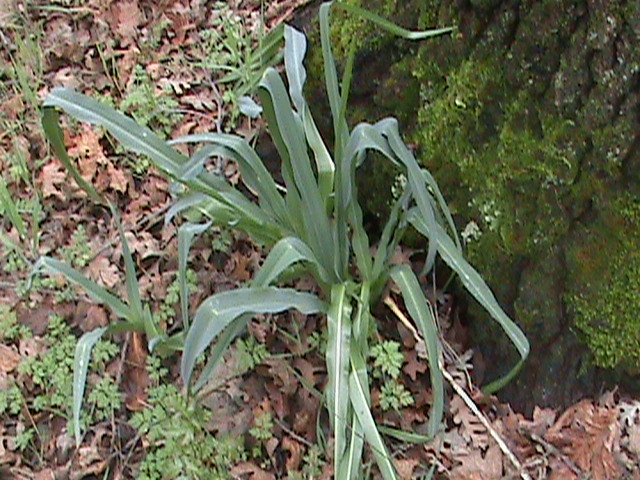